# Phúc Khánh, Bảo Yên
Phúc Khánh là một xã thuộc huyện Bảo Yên, tỉnh Lào Cai, Việt Nam.
Tên của xã được ghép từ tên của hai xã cũ là Long Phúc và Long Khánh.

## Địa lý
Xã Phúc Khánh nằm ở phía nam huyện Bảo Yên, có vị trí địa lý:
- Phía đông giáp tỉnh Yên Bái
- Phía tây giáp xã Lương Sơn
- Phía nam giáp tỉnh Yên Bái
- Phía bắc giáp thị trấn Phố Ràng và các xã Xuân Thượng, Việt Tiến.

Xã Phúc Khánh có diện tích 80,74 km², dân số năm 2019 là 5.136 người, mật độ dân số đạt 63 người/km².

## Hành chính
Xã Phúc Khánh được chia thành 13 thôn: Bó, Cầu Cóc, Đầm Rụng, Đồng Mòng 1, Đồng Mòng 2, Làng Đẩu, Làng Nủ, Nà Khem, Nà Phát, Tổng Vương, Trĩ Ngoài, Trĩ Trong, Trõ.

## Lịch sử
Địa bàn xã Phúc Khánh hiện nay trước đây vốn là hai xã Long Phúc và Long Khánh thuộc huyện Bảo Yên.
Trước khi sáp nhập, xã Long Khánh có diện tích 56,45 km², dân số là 3.230 người, mật độ dân số đạt 57 người/km². Xã Long Phúc có diện tích 24,29 km², dân số là 1.906 người, mật độ dân số đạt 78 người/km².
Ngày 11 tháng 2 năm 2020, Ủy ban Thường vụ Quốc hội ban hành Nghị quyết số 896/NQ-UBTVQH14 về việc sắp xếp các đơn vị hành chính cấp huyện, cấp xã thuộc tỉnh Lào Cai (nghị quyết có hiệu lực từ ngày 1 tháng 3 năm 2020). Theo đó, sáp nhập toàn bộ diện tích và dân số của hai xã Long Phúc và Long Khánh thành xã Phúc Khánh.